# Татишвили, Анна Дмитриевна
Анна Дмитриевна Татишвили (груз. ანა ტატიშვილი; родилась 3 февраля 1990 года в Тбилиси, СССР) — американская теннисистка грузинского происхождения. Победительница одного турнира WTA в парном разряде; финалистка парного турнира Orange Bowl (2005).

## Общая информация
Анна — одна из двух дочерей Дмитрия и Мананы Татишвили.
Татишвили впервые пришла в теннис в четыре года, когда сестра купила ей ракетку и взяла с собой на корт.
В США Анна впервые приехала в семь лет, а с 13 она занимается в Академии Крис Эверт в Бока-Ратоне. В 2014 году, в дополнении к долгому проживанию в США, Татишвили оформила местное гражданство и с мая представляет на соревнованиях именно эту страну. Своим любимым покрытием Анна считает траву.

## Спортивная карьера
Дебют Татишвили на основных соревнованиях WTA-тура состоялся в марте 2005 года, когда она получила уайлд-кард на престижный турнир в Майами. На тот момент Анне было 15 лет. Первых титулов из цикла ITF она добивается в 2008 году. В апреле 2009 года она сыграла первые матчи за сборную Грузии в розыгрыше Кубка Федерации. В июле 2010 года Татишвили вышла в четвертьфинал турнира WTA в Праге.
В феврале 2011 года ей удалось выиграть 100-тысяник ITF в Мидленде в парном разряде в команде с Джейми Хэмптон. После многих безуспешных попыток пробиться через квалификационный отбор на свой первый в карьере турнир из серии Большого шлема, Анна наконец-то сыграла в основной сетке Открытого чемпионата Франции в мае 2011 года. Через месяц она сыграла на Уимблдонском турнире, где вышла во второй раунд. После Уимблдона Татишвили смогла одержать победу на 100-тысячнике ITF в Кунео. Заработанные рейтинговые очки за эту победу позволили Анне впервые подняться в Топ-100 женского одиночного рейтинга. В конце июля она вышла в четвертьфинал турнира в Баку. В сентябре в дуэте с американской теннисисткой Джейми Хэмптон Татишвили достигла парного финала турнира в Квебеке.
В мае 2012 года Татишвили смогла выйти в полуфинал турнира в Будапеште. В августе Анна сыграла на первых для себя Олимпийских играх, которые проводились в Лондоне. В одиночном олимпийском турнире она во втором раунде уступила Надежде Петровой из России, а в парах в дуэте с Маргалитой Чахнашвили выбыла уже в первом раунде. На Открытом чемпионате США в том сезоне она добилась лучшего выступления для себя на Больших шлемах, пройдя в четвёртый раунд. В сентябре Анна вышла в четвертьфинал турнира в Квебеке. Осенью она на время смогла войти в Топ-50 одиночного рейтинга. Следующий раз в 1/4 финала WTA Татишвили выходит в мае 2013 года на турнире в Страсбурге. В июле того года в альянсе с россиянкой Ниной Братчиковой она вышла в парный финал в Будапеште. С мая 2014 года Таташвили стала выступать под флагом США. В сентябре 2014 года она выиграла первый титул за новую страну, взяв его на 75-тысячнике ITF в Альбукерке. В октябре Анна добилась первой победы на турнирах WTA. Успех пришёл к ней в парном разряде на зальном турнире в Линце, где она выступила совместно с Йоаной Ралукой Олару.
В июле 2015 года Татишвили вышла в четвертьфинал турнира в Бухаресте. На Открытом чемпионате США, куда Анна пробилась через квалификацию, ей удается в первом раунде разгромно обыграть восьмую ракетку мира Каролину Плишкову — 6-2, 6-1. Но уже в следующем раунде Татишвили уступает Мэдисон Бренгл. В сентябре она вышла в четвертьфинал турнира в Квебеке.

## Рейтинг на конец года
| Год  | Одиночный рейтинг | Парный рейтинг |
| 2017 | 517               | 777            |
| 2016 | 198               | 312            |
| 2015 | 100               | 144            |
| 2014 | 149               | 100            |
| 2013 | 125               | 80             |
| 2012 | 51                | 81             |
| 2011 | 87                | 78             |
| 2010 | 134               | 119            |
| 2009 | 181               | 158            |
| 2008 | 168               | 255            |
| 2007 | 278               | 549            |
| 2006 | 300               |                |
| 2005 | 1151              |                |

## Выступления на турнирах

### Финалы турнировITFв одиночном разряде (17)

#### Победы (11)
| Легенда:          |
| ----------------- |
| 100.000 USD (1+2) |
| 75.000 USD (1)    |
| 50.000 USD (3+4)  |
| 25.000 USD (6+2)  |
| 10.000 USD (0)    |

| Титулы по покрытиям | Титулы по месту проведения матчей турнира |
| ------------------- | ----------------------------------------- |
| Хард (7+6)          | Зал (0+2)                                 |
| Грунт (4+2)         | Зал (0+2)                                 |
| Трава (0)           | Открытый воздух (11+6)                    |
| Ковёр (0)           | Открытый воздух (11+6)                    |

| №   | Дата             | Турнир               | Покрытие | Соперница в финале | Счёт           |
| 1.  | 15 июня 2008     | Эль-Пасо, США        | Хард     | Лорен Альбанезе    | 6-4 6-3        |
| 2.  | 6 июня 2008      | Бостон, США          | Хард     | Чжань Цзиньвэй     | 2-6 6-1 6-3    |
| 3.  | 5 октября 2008   | Трой, США            | Хард     | Джорджи Ступ       | 7-6(4) 6-4     |
| 4.  | 27 июня 2009     | Кристинехамн, Швеция | Грунт    | Река-Луца Яни      | 6-1 7-5        |
| 5.  | 30 мая 2010      | Градо, Италия        | Грунт    | Ана Йованович      | 6-7(3) 6-3 6-4 |
| 6.  | 4 июля 2011      | Кунео, Италия        | Грунт    | Аранча Рус         | 6-4 6-3        |
| 7.  | 13 октября 2013  | Мейкон, США          | Хард     | Айла Томлянович    | 6-2 1-6 7-5    |
| 8.  | 27 октября 2013  | Флоренс, США         | Хард     | Мэдисон Бренгл     | 6-2 4-6 6-4    |
| 9.  | 3 ноября 2013    | Нью-Браунфелс, США   | Хард     | Елица Костова      | 6-4 6-4        |
| 10. | 26 января 2014   | Дейтона-Бич, США     | Грунт    | Элли Кик           | 6-1 6-3        |
| 11. | 21 сентября 2014 | Альбукерке, США      | Хард     | Ирина Фалькони     | 6-2 6-4        |

#### Поражения (6)
| №  | Дата             | Турнир          | Покрытие | Соперница в финале   | Счёт        |
| 1. | 25 сентября 2011 | Альбукерке, США | Хард     | Регина Куликова      | 5-7 3-6     |
| 2. | 8 июля 2012      | Бьелла, Италия  | Грунт    | Юханна Ларссон       | 3-6 4-6     |
| 3. | 22 сентября 2013 | Альбукерке, США | Хард     | Шелби Роджерс        | 2-6 3-6     |
| 4. | 20 октября 2013  | Рок-Хилл, США   | Хард     | Мариана Дуке-Мариньо | 3-6 4-6     |
| 5. | 1 ноября 2015    | Мейкон, США     | Хард     | Ребекка Петерсон     | 3-6 6-4 1-6 |
| 6. | 31 января 2016   | Санрайз, США    | Грунт    | Унс Джабир           | 6-3 2-6 1-6 |

### Финалы турнировWTAв парном разряде (3)

#### Победы (1)
| Легенда:                    |
| --------------------------- |
| Турниры Большого Шлема (0)  |
| Олимпиада (0)               |
| Итоговый чемпионат года (0) |
| Premier Mandatory (0)       |
| Premier 5 (0)               |
| Premier (0)                 |
| International (0+1)         |

| Титулы по покрытиям | Титулы по месту проведения матчей турнира |
| ------------------- | ----------------------------------------- |
| Хард (0+1)          | Зал (0+1)                                 |
| Грунт (0)           | Зал (0+1)                                 |
| Трава (0)           | Открытый воздух (0)                       |
| Ковёр (0)           | Открытый воздух (0)                       |

| №  | Дата            | Турнир        | Покрытие | Партнёрша    | Соперницы в финале        | Счёт    |
| 1. | 12 октября 2014 | Линц, Австрия | Хард(i)  | Ралука Олару | Анника Бек Каролин Гарсия | 6-2 6-1 |

#### Поражения (2)
| №  | Дата             | Турнир            | Покрытие | Партнёрша       | Соперницы в финале                | Счёт           |
| 1. | 18 сентября 2011 | Квебек, Канада    | Ковёр(i) | Джейми Хэмптон  | Ракель Копс-Джонс Абигейл Спирс   | 1-6 6-3 [6-10] |
| 2. | 14 июля 2013     | Будапешт, Венгрия | Грунт    | Нина Братчикова | Андреа Главачкова Луция Градецкая | 4-6 1-6        |

### Финалы турнировITFв парном разряде (17)

#### Победы (8)
| №  | Дата            | Турнир              | Покрытие | Партнёрша          | Соперницы в финале             | Счёт              |
| 1. | 18 мая 2008     | Роли, США           | Грунт    | Кимберли Куц       | Стефания Боффа Николь Роттманн | 6-3 6-4           |
| 2. | 18 октября 2009 | Канзас-Сити, США    | Хард     | Лилия Остерло      | Джулия Босеруп Лора Гренвилл   | 6-0 6-3           |
| 3. | 8 ноября 2009   | Рок-Хилл, США       | Хард     | Шэрон Фичмен       | Лорен Альбанезе Джейми Хэмптон | 7-6(5) 4-6 [10-3] |
| 4. | 13 февраля 2011 | Мидленд, США        | Хард(i)  | Джейми Хэмптон     | Ирина Фалькони Алисон Риск     | Без игры          |
| 5. | 7 июля 2013     | Ферсмольд, Германия | Грунт    | София Шапатава     | Клер Фёэрстен Рената Ворачова  | 6-4 6-4           |
| 6. | 3 ноября 2013   | Нью-Браунфелс, США  | Хард     | Коко Вандевеге     | Эйжа Мухаммад Тейлор Таунсенд  | 3-6 6-3 [13-11]   |
| 7. | 16 февраля 2014 | Мидленд, США        | Хард(i)  | Хезер Уотсон       | Шэрон Фичмен Мария Санчес      | 7-5 5-7 [10-6]    |
| 8. | 9 ноября 2014   | Кэптива, США        | Хард     | Габриэла Дабровски | Эйжа Мухаммад Мария Санчес     | 6-3 6-3           |

#### Поражения (9)
| №  | Дата             | Турнир                | Покрытие | Партнёрша         | Соперницы в финале                    | Счёт               |
| 1. | 3 мая 2008       | Шарлоттсвилл, США     | Грунт    | Кимберли Куц      | Ракель Копс-Джонс Абигейл Спирс       | 1-6 3-6            |
| 2. | 1 июня 2008      | Карсон, США           | Хард     | Кимберли Куц      | Романа Теджакусума Стори Твиди-Ейтс   | 6-7(10) 6-4 [7-10] |
| 3. | 3 мая 2009       | Кань-сюр-Мер, Франция | Грунт    | Эрика Краут       | Жюли Куэн Мари-Эв Пеллетье            | 4-6 3-6            |
| 4. | 30 мая 2009      | Градо, Италия         | Грунт    | Хорхелина Краверо | Анико Капрош Сандра Клеменшиц         | 3-6 0-6            |
| 5. | 15 ноября 2009   | Финикс, США           | Хард     | Мари-Эв Пеллетье  | Шэрон Фичмен Машона Вашингтон         | 6-4 4-6 [8-10]     |
| 6. | 14 февраля 2010  | Мидленд, США          | Хард(i)  | Лилия Остерло     | Лора Гренвилл Луция Градецкая         | 6-7(3) 6-3 [10-12] |
| 7. | 26 октября 2014  | Мейкон, США           | Хард     | Эшли Вейнхольд    | Мэдисон Бренгл Алекса Глатч           | 0-6 5-7            |
| 8. | 22 августа 2015  | Ванкувер, Канада      | Хард     | Ралука Олару      | Йоханна Конта Мария Санчес            | 6-7(5) 4-6         |
| 9. | 26 сентября 2015 | Альбукерке, США       | Хард     | Тамира Пашек      | Паула Кристина Гонсалвес Саназ Маранд | 6-4 2-6 [3-10]     |